# عبد الله البلوشي (ممثل)
عبد الله البلوشي (16 سبتمبر 1990 -)، ممثل كويتي.

## حياته ومشواره المهني
خريج المعهد العالي للفنون المسرحية قسم التمثيل والاخراج المسرحي عام 2012.
بدأ مشواره عام 2013 في مسلسل القافلة مع حسين المنصور شارك بعدها بأدوار ثانوية وبسيطة
انطلاقته الفعلية كانت في مسلسل جرح السنين عام 2014 عندما رشح الفنان عيسى ذياب وأصرت على وجوده في العمل المخرجة هناء شحاتة حيث جسد شخصية شاب إسمه يوسف يعاني من إعاقة ذهنية.

## أعماله

### في التلفزيون
- 2013: القافلة
- 2014: جرح السنين
- 2014: ريحانة
- 2014: صديقات العمر
- 2015: أنيسة الونيسة
- 2015 :الجدة لولوة[3]
- 2015: لك يوم
- 2016:ساق البامبو
- 2016: على ذمة التحقيق
- 2017: حياة ثانية
- 2018: عطر الروح
- 2018: التاسع من فبراير
- 2020: مامجي
- 2020: ورود ملونة
- 2021: كف ودفوف
- 2022:الرهائن
- 2022:عودة خالتي
- 2023:ملح و سمرة

### في المسرح
- 2013: راديكاليا[4]
- 2015: ملكة الظلام
- 2016: الحكم لكم
- 2016: الفيران
- 2016: بيت الحلاو
- 2017: يا سادة يا كرام
- 2018: آخر شتا
- 2019: جزء من الفانية

### جوائز وتكريمات
- 2016: جائزة أفضل ممثل ثانوي عن دوره في مسلسل ساق البامبو في مهرجان المميزون  الكويت

## روابط خارجية
- عبد الله البلوشي على موقع قاعدة بيانات الأفلام العربية